# Nowa Góra (województwo małopolskie)

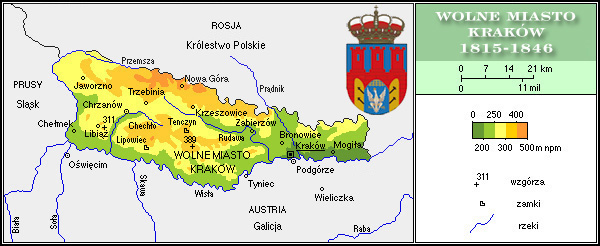
Położenie Nowej Góry na terenie Wolnego Miasta Kraków (1815–1846)

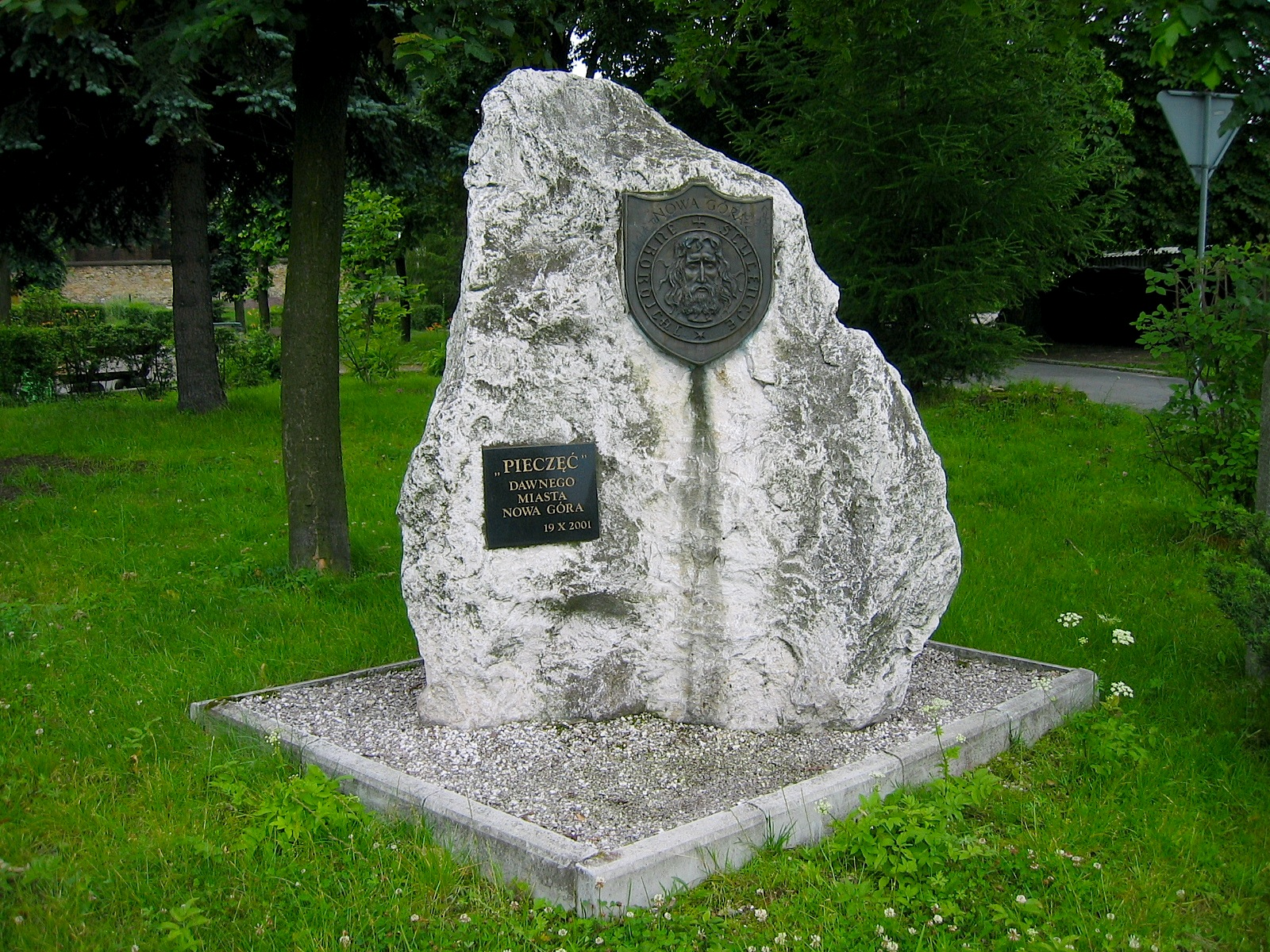
Pomnik pieczęci miejskiej w Nowej Górze

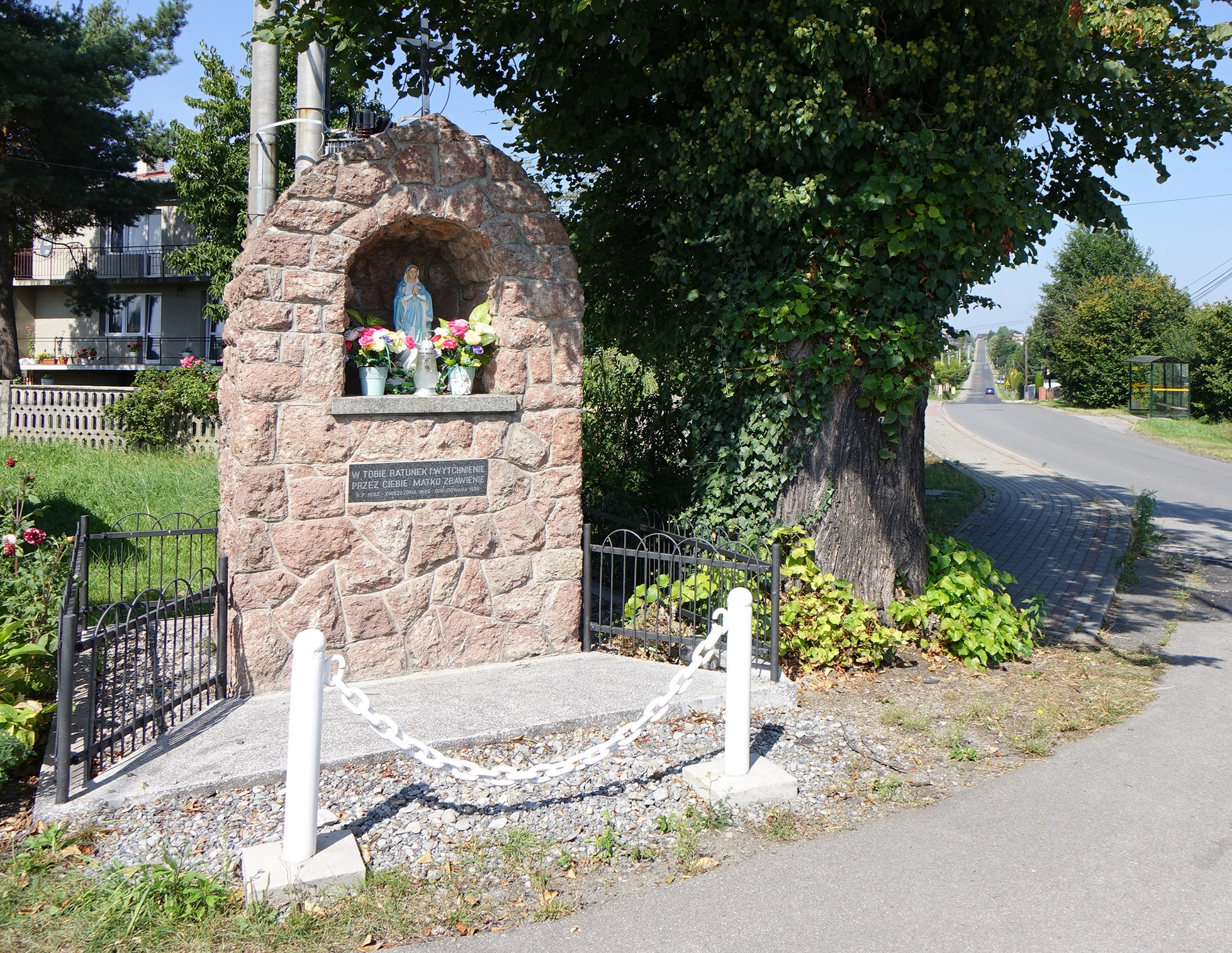
Kapliczka na skrzyżowaniu dróg

Nowa Góra – wieś (dawniej miasto) w Polsce, położona w województwie małopolskim, w powiecie krakowskim, w gminie Krzeszowice.
Nowa Góra uzyskała lokację miejską przed 1367 rokiem, zdegradowana w 1933 roku. W latach 1975–1998 położona była w województwie krakowskim.
Składa się z dwóch sołectw: Nowa Góra (1224 mieszkańców) i Łany (391 mieszkańców). Na terenie wsi znajdował się Zespół Szkół im. Marii Konopnickiej (po reformie oświatowej w 2018 r. Szkoła Podstawowa) i biblioteka. Istnieje również nowogórski zespół regionalny.
W 1595 roku miasto położone w powiecie proszowskim województwa krakowskiego było własnością wojewodziców krakowskich: Gabriela, Andrzeja i Jana Magnusa Tęczyńskich. Dawne miasteczko (do I wojny światowej), obecnie wieś leżąca na północny zachód od Krzeszowic.

## Nazwa
Nazwę miejscowości w zlatynizowanych staropolskich formach Novomoncze oraz Nowa Gora wymienia w latach (1470–1480) Jan Długosz w księdze Liber beneficiorum dioecesis Cracoviensis.

## Integralne części wsi
| SIMC    | Nazwa        | Rodzaj     |
| ------- | ------------ | ---------- |
| 0324375 | Koniec       | część wsi  |
| 0324412 | Łany         | przysiółek |
| 0324429 | Paryż        | przysiółek |
| 0324435 | Paryż Dolny  | przysiółek |
| 0324441 | Paryż Górny  | przysiółek |
| 0324381 | Sikorowskie  | część wsi  |
| 0324398 | Wzgórze      | część wsi  |
| 0324406 | Za Kościołem | część wsi  |

## Historia
Osada, która pierwotnie nazywała się Gory (kopalnie), została najprawdopodobniej spalona podczas najazdu tatarskiego w XIII wieku. Parafia w Nowej Górze, należąca do dekanatu sławkowskiego, istniała już w 1276 roku (świadczy o tym dokument z kancelarii Bolesława Wstydliwego dot. lokowania na prawie magdeburskim wsi Przeginia, gdzie świadkiem był Jan syn Trojana „rector ecclesiae de Gory”). Wkrótce potem w 1335 roku miejscowość została siedzibą dekanatu nowogórskiego. Nowa Góra była miastem już w II połowie XIV wieku założonym na prawie magdeburskim. Jest wspomniana przez Długosza w Liber Beneficiorum, gdzie kronikarz nazwał ją oppidum, czyli miasteczko, i wymienił, że posiada drewniany kościół. Pierwszy murowany kościół wzmiankowano w 1598 roku. Od średniowiecza osada była znana z górnictwa galmanu i srebra. Z tego też powodu holenderski kartograf Andreas Cellarius znał Nową Górę i wymienił ją w swoim Descriptio Poloniae (Amsterdam 1639). W czasach Jana Kazimierza wydobywano w Nowej Górze sporo rud ołowiu, z których odlewano kule armatnie. Król nadał mieszkańcom przywilej na odbywanie jarmarków raz w miesiącu jako zadośćuczynienie za dewastację okolicznych gruntów przy wydobywaniu ołowiu. Króla Jana Kazimierza wspomina kolumna przez niego samego ufundowana i ustawiona na rynku w Nowej Górze. Przywilej królewski, wystawiony na pergaminie, był jeszcze na pocz. XX wieku przechowywany przez lokalną gminę. Miasto wchodziło w 1662 roku w skład hrabstwa tęczyńskiego Łukasza Opalińskiego. Pod koniec istnienia I Rzeczypospolitej Nowa Góra była ważnym ośrodkiem rzemieślniczo-produkcyjnym, skupiającym 63 rzemieślników, w tym 22 tkaczy i 21 garbarzy. Miasteczko liczyło wówczas (ok. 1794 r.) 750 mieszkańców i było głównym ośrodkiem targowym dóbr tenczyńskich, a także ważnym ośrodkiem wydobycia galmanu. Jednak w 1827 roku pozostały w Nowej Górze już tylko 2 kopalnie galmanu, sygnalizując zmierzch tej dziedziny eksploatacji w miasteczku. W 1795 roku Nowa Góra została przyłączona do austriackiej Galicji, a w latach 1809–1815 należała do departamentu krakowskiego Księstwa Warszawskiego. Po pożarze w 1800 r. Nowa Góra, niegdyś drewniana, została odbudowana murowana z polecenia ks. Izabeli z Czartoryskich Lubomirskiej. Wydarzenie to upamiętniała marmurowa tablica umieszczona nad drzwiami drewnianego domu w rynku, zwanego ratuszem (istniała jeszcze na pocz. XX wieku). Wielki pożar, poza zniszczeniem 1/3 zabudowy miasteczka, doprowadził do całkowitego upadku znaczenia gospodarczego Nowej Góry. W czasach Wolnego Miasta Krakowa miasteczko było prężnym ośrodkiem tkackim, lecz okres industrializacji w II połowie XIX wieku odebrał Nowej Górze podstawy jej egzystencji. Na dodatek przeprowadzenie linii kolejowej łączącej Kraków ze Śląskiem przez Krzeszowice, doprowadziło do odsunięcia Nowej Góry od głównych szlaków komunikacyjnych i przypieczętowało jej upadek gospodarczy. Nowa Góra utraciła znaczenie jako ośrodek handlowy, targowy i górniczy. Zjawiska te doprowadziły do stałej lub sezonowej migracji miejscowej ludności, która w poszukiwaniu pracy udawała się do okolicznych miejscowości (Siersza, Trzebinia) lub poza granice regionu. W latach 1815–1846 Nowa Góra należała do Wolnego Miasta Krakowa, a od 1846 do 1918 roku do Wielkiego Księstwa Krakowskiego. Od lat 60. XIX wieku do 1975 roku należała do powiatu chrzanowskiego (z przerwą w latach 1939–1945, kiedy Nowa Góra została włączona do Generalnego Gubernatorstwa). W latach 1973–1976 miejscowość była siedzibą gminy Nowa Góra.

## Zabytki
Obiekt wpisany do rejestru zabytków nieruchomych województwa małopolskiego.
- Zespół kościoła parafialnego: kościół pw. św. Ducha, mur ogrodzeniowy z 4 bramkami (kaplicami) i stacjami Męki Pańskiej, drzewostan. Kościół neoromańsko-neogotycki, z lat 1885–1895 fundacji Potockich. Pierwotny kościół erygowany w roku 1313, spłonął w 1875 roku. Odbudowany został w 1885 roku wspólnymi siłami parafian i Potockich. Koszt odbudowy wyniósł 100 tys. koron[10]. Początkowo odbudowę prowadzono według projektu krakowskiego architekta Jacka Matusińskiego, lecz później wprowadzono szereg zmian w projekcie odbudowy i dzieło kontynuował krzeszowicki architekt Kazimierz Piotrowski[10]. Został poświęcony przez księcia biskupa krakowskiego Jana Puzynę 11 września 1896 roku[10]. Drewniana dzwonnica, która pamięta czasy świetności dawnego miasta, znajduje się w Nadwiślańskim Parku Etnograficznym (skansenie w Wygiełzowie).

## Inne zabytki
- Kolumna Jana Kazimierza z XVII wieku, kamienna z barokowym posążkiem Jezusa Frasobliwego, dwukrotnie odnowiona (1807, 1959)[16] ustawiona na rynku. Ufundowana przez króla.

## Religia
Na terenie wsi znajduje parafia rzymskokatolicka wraz z kościołem parafialnym oraz w przysiółku Łany Sala Królestwa Świadków Jehowy.

### Kościół rzymskokatolicki
- parafia Zesłania Ducha Świętego

### Świadkowie Jehowy
- Sala Królestwa – (zbór Ostrężnica) – Łany, ul. Polna 6[17]